# Guerra Cristera
Guerra Cristera (Războiul Cristero, Rebeliunea Cristero sau La Cristiada) a fost un conflict militar dur desfășurat în Mexic în perioada 1926–1929. Războiul civil s-a declanșat ca urmare a încercării președintelui mexican Plutarco Elías Calles, fost general, de a pune în practică ateismul de stat, prin impunerea articolelor seculariste și anticlericale din Constituția Mexicului de la 1917. Rebeliunea a fost instigată ca răspuns la un decret executiv al președintelui mexican, cunoscut sub numele de "Legea Calles". Calles (care era francmason) a căutat să elimine puterea Bisericii Catolice și a tuturor organizațiilor care erau afiliate acesteia și să suprime sărbătorile religioase populare din comunitățile locale. Acest lucru n-a fost pe placul unei părți a populației mexicane, în principal rurală și catolică. 

## Desfășurare
Revolta rurală populară masivă din centru-nordul Mexicului a fost susținută tacit de ierarhia Bisericii și a fost, de asemenea, ajutată de susținătorii catolici urbani. Rebeliunea a izbucnit, mai întâi, pe plan local și spontan, înainte de a se transforma într-o răscoală mai mare, convocată de „Liga de la 1 ianuarie 1927”. Conflictul a luat amploare în centrul și vestul țării. La apogeu, în primăvara anului 1929, mișcarea avea 50.000 de combatanți: 25.000 fiind puși sub comanda generalului Gorostieta și 25.000 constituind grupuri răzlețe, reușind să țină piept armatei guvernamentale, care avea 100.000 de oameni. 
Din motive militare, politice și economice (văzând că nu reușește să zdrobească rebelii), guvernul federal al lui Calles a decis atunci să pună capăt revoltei, prin încheierea unui acord diplomatic cu Biserica Catolică, grație medierii ambasadorului american Dwight Morrow. La 21 iunie 1929 luptătorii Cristeros trebuiau să se demobilizeze și să depună armele.
Guvernul a făcut unele concesii – unele solicitări Cristeros vor fi recunoscute; Biserica Catolică și-a retras sprijinul pentru luptătorii Cristero și și-a recăpătat statutul din Mexic, iar conflictul s-a încheiat în 1929. Rebeliunea a fost interpretată diferit: 
- ca eveniment major în lupta dintre Biserică și stat care datează din secolul al XIX-lea, odată cu Războiul Reformei, ultima revoltă majoră a țăranilor din Mexic, după încheierea fazei militare a Revoluției mexicane de la 1920; și 
- ca revoltă contrarevoluționară a țăranilor prosperi și a elitelor urbane împotriva reformelor agrare și rurale ale revoluției.  
Numele „Cristeros” a fost, inițial, o poreclă dată insurgenților de către soldații federali, dar aceștia și-au însușit rapid acest nume, amintind de strigătul lor de luptă: "Viva Cristo, Rey !" (Trăiască Cristos, Regele !).  

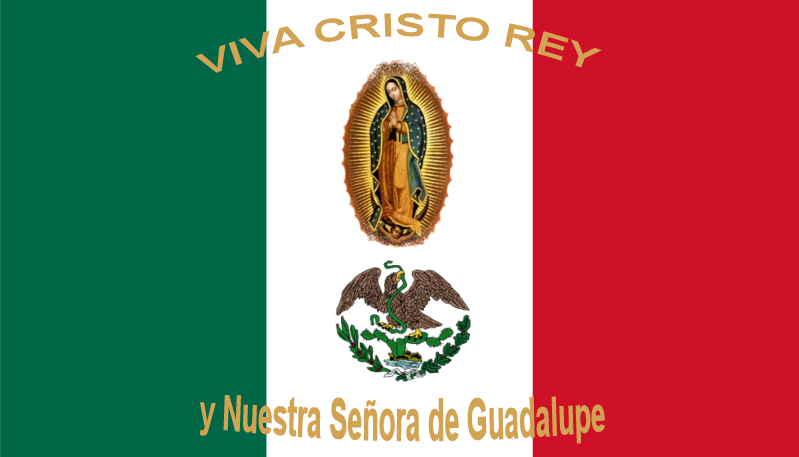
Steagul grupului Cristeros, cu inscripțiile „Viva Cristo Rey” și „Nuestra Señora de Guadalupe” (adică en).

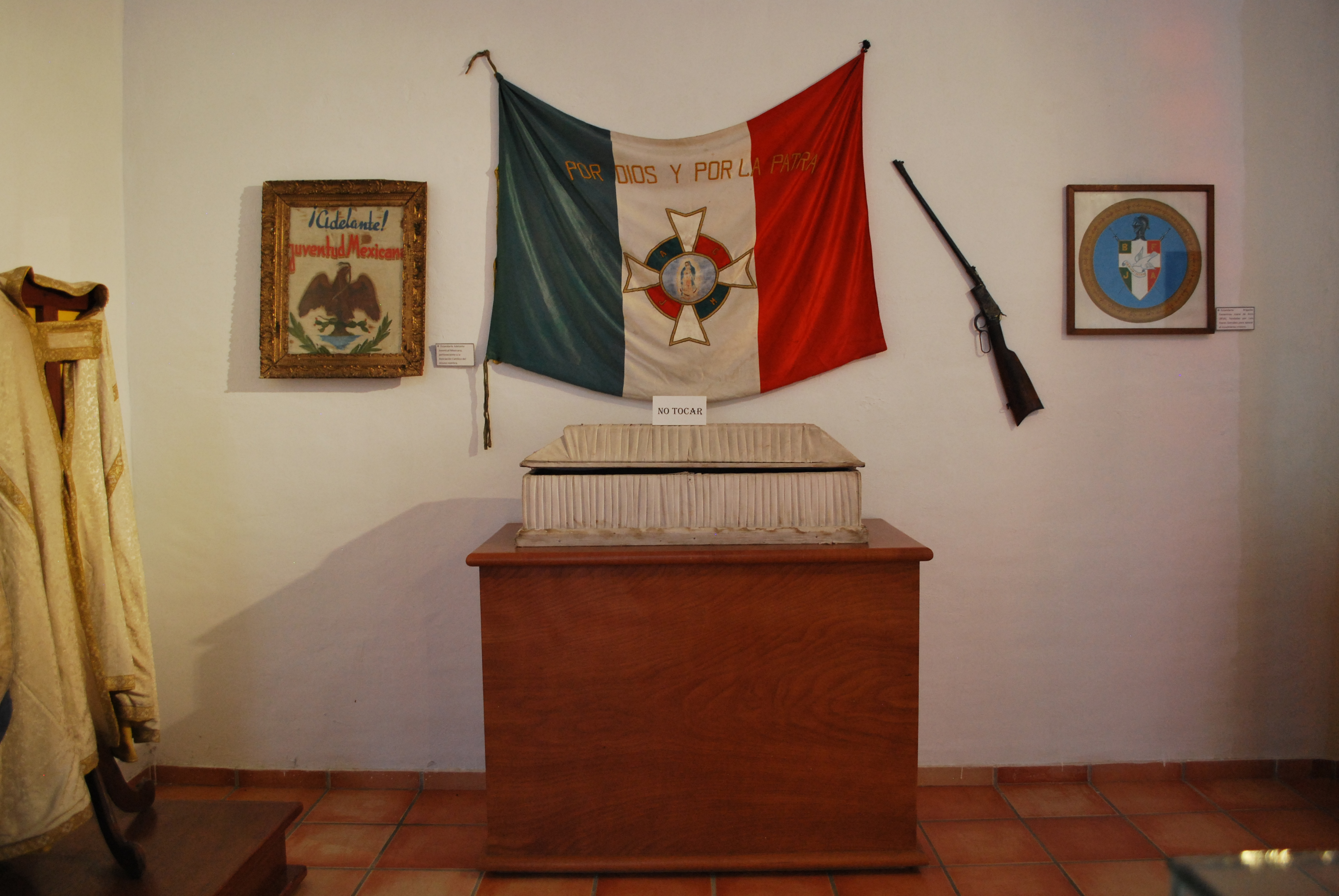
Drapel al unui grup de Cristeros păstrat la un muzeu din Encarnación de Díaz (statul Jalisco).

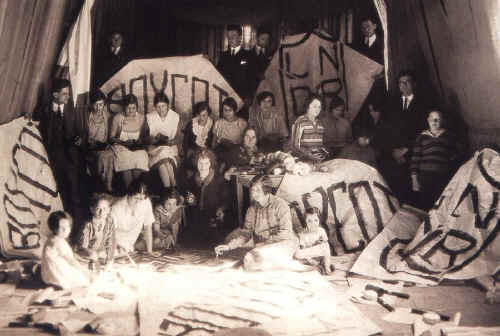
Boicot împotriva "Legii Calles".

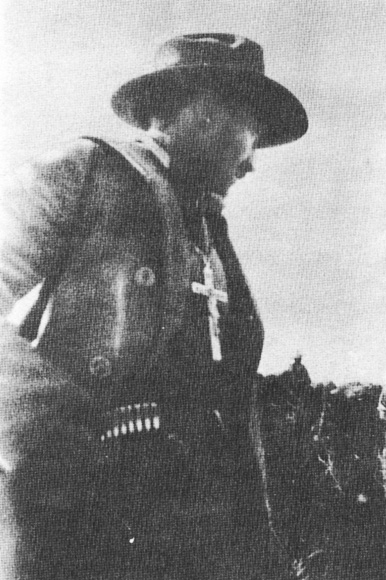
Enrique Gorostieta Velarde, general Cristero.

## În film
- Dumnezeu e mort (1947), film americano-mexican făcut de John Ford
- Cristiada (2012), film mexican în regia lui Dean Wright, cu Andy García, Eva Longoria, Oscar Isaac și Peter O'Toole (ultimul film în care a jucat Peter O'Toole).